# Heinz Bäni
Heinz Bäni, né le 18 novembre 1936 à Zofingue et décédé le 10 mars 2014, est un joueur de football international suisse, qui évoluait au poste de milieu de terrain.

## Biographie

### Carrière en club
Avec le club du FC Zurich, il remporte un championnat de Suisse et une Coupe de Suisse.
Avec cette même équipe, il joue deux matchs en Coupe d'Europe des clubs champions.

### Carrière en sélection
Avec l'équipe de Suisse, il joue 14 matchs, sans inscrire de but, entre 1958 et 1967. 
Il joue son premier match en équipe nationale le 26 mai 1958 contre la Belgique, et son dernier le 1er octobre 1967 contre l'Union soviétique. Il porte une fois le brassard de capitaine en 1966.
Il figure dans le groupe des sélectionnés lors de la Coupe du monde de 1966. Lors du mondial organisé en Angleterre, il joue trois matchs : contre l'Allemagne, l'Espagne, et enfin l'Argentine.

## Palmarès
Avec le Grasshopper Zurich, il est finaliste de la Coupe de Suisse en 1958 et 1963, en étant battu par le BSC Young Boys puis par le FC Bâle.
Avec l'autre équipe de la ville, le FC Zurich, il est Champion de Suisse en 1966, et remporte la Coupe de Suisse la même saison, en dominant le Servette FC.